# بيتشكرافت موديل 18
بيتش كرافت موديل 18 (بالإنجليزية: Beechcraft Model 18)‏ هي طائرة تدريب بمحركين أنتجت في 1937 بالولايات المتحدة. من صناعة بيتشكرافت. كانت تستخدم بشكل أساسي من قبل القوات البرية للولايات المتحدة. كان أول طيران لها في 15 يناير 1937. صنع منها 9,000 طائرة، وسعر الطائرة الواحدة منها كان في عام 1952: D18S: 78,050.00 دولار.

## المستخدمون
- القوات البرية للولايات المتحدة
- بحرية الولايات المتحدة
- سلاح الجو الملكي